# Артемис Фаул (серия романов)
«Артемис Фаул» — серия фэнтези-романов ирландского писателя Йона Колфера про гениального мальчика Артемиса Фаула и волшебный народец.

## Книги серии
В серию входит 8 романов:
- «Артемис Фаул»
- «Артемис Фаул. Миссия в Арктику»
- «Артемис Фаул. Код вечности»
- «Артемис Фаул. Ответный удар»
- «Артемис Фаул. Затерянный мир»
- «Артемис Фаул. Парадокс времени»
- «Артемис Фаул. Зов Атлантиды»
- «Артемис Фаул. Последний хранитель»
- «Артемис Фаул. Графический роман» — Адаптация первых книг в виде комиксов.

и сборник «Артемис Фаул. Секретные материалы».
Также первые четыре книги адаптированы в виде графических романов

## Мир Артемиса Фаула
Мир во вселенной романов про Артемиса Фаула делится на мир людей или «вершков» и на подземный мир, где живёт волшебный народец, состоящий из эльфов, спрайтов, пикси, гномов, гоблинов, троллей и многих других существ, которых вершки считают сказочными. Эти существа переселились под землю из-за потребительского отношения верхних людей к природе. Подземные жители владеют магией, а по степени развития науки и технологии намного превосходят людей.
Семья Фаулов является старинной династией, которая управляет преступным синдикатом и проводит махинации по всему миру. Им уже несколько столетий служат представители династии Батлеров, от чьей фамилии, возможно, и появилось слово «дворецкий» (англ. Butler). Поместье Фаулов располагается в пригороде Дублина. Последний член династии, Артемис Фаул младший, является вундеркиндом. Его гениальность позволила получить от волшебного народца значительное количество золота, а впоследствии — сотрудничать с подземными жителями.

## Народы
В мире Артемиса Фаула помимо людей живёт ещё много разумных (и полуразумных) рас. Эти расы, которые люди считают сказочными, вместе составляют волшебный народец, вынужденный жить под землёй из-за агрессивного к ним отношения «вершков», как называют людей подземные жители. Подземные жители в большинстве своём владеют магией, позволявшей в прошлом скрываться от людей. В настоящее время в этом также помогают развитые технологии.

### Эльфы
Ростом около метра, эльфы примерно соответствуют представлением людей о них. Прекрасно владеют магией, имеют хрупкое телосложение и остроконечные уши. Средний рост эльфа — 1 метр и 1 сантиметр. Большую часть ЛеППРКОНа составляют эльфы. К представителям этой расы в серии романов об Артемисе Фауле относятся капитан Холли Шорт, майор Джулиус Крут, Шипс Дубин, командир летного отделения Рэйн Виниайа и братья Келп — Труба и Шкряб.

### Гномы
Прирождённые копатели подземных тоннелей, гномы, напоминают помесь кротов и земляных червей. Гномы имеют много скрытых талантов. Для перемещения в толще земли они очень широко открывают рот, и с огромной скоростью начинают поглощать почву, почти сразу выбрасывая её из противоположного рту отверстия. Так как почва содержит значительное количество воздуха, гномам необходимо сбрасывать излишки газа из кишечника; правила хорошего гномьего тона требуют сделать это в тоннеле. Из-за особенностей образа жизни гномьи зубы имеют огромные размеры и поразительную прочность, чтобы перегрызать камни в земле. Кожа гномов способна всей своей поверхностью впитывать влагу из окружающей почвы; если гном не получал воды уже несколько дней, его поры увеличиваются до размера булавочной головки, превращаясь в присоски. Борода гномов является скоплением вибрисс, которые при выдёргивании застывают и становятся жесткими и твёрдыми. Слюна обладает флуоресцентным свойством и затвердевает при нахождении на открытом воздухе. Внешне гномы настолько похожи на людей, что способны выдавать себя за карликов. Не переносят солнечный свет. Согласно книге «Миссия в Арктику», все языки мира произошли от гномьего, в том числе и американский собачий. Гномы, появляющиеся в книгах — это Мульч Диггумс (клептоман, вор и один из главных героев истории), Арк Сул (командир Разведывательного Корпуса), и группа гномов-циркачей, появившихся лишь в одной сцене.

### Гоблины
Произошедшие от ящериц гоблины являются одними из самых недалёких жителей Подземья. Гоблины способны выпускать шаровые молнии, что вызывает у гномов вполне обоснованный страх. Гоблины настолько тупы, что не могут одновременно идти и чесаться. Им необходимо сначала сделать что-то одно. Худший враг гоблина — другой гоблин (на самом деле - гном, но кто я такой, чтобы спорить с автором?) потому что эти создания постоянно предают друг друга, стараясь устранить соперника и заполучить больше власти. Для гоблинов в подземном мире есть специальная тюрьма «Гоблинская Тишина». К гоблинам относятся банды триады Б’ва Келл и её предводители генералы Кривец, Слюнь и Тугозад.

### Кентавры
Совершенно не владеющие магией кентавры заменяют этот недостаток высоким интеллектом и недюжинными способностями в науках и стихосложении. Все кентавры — немного параноики, и на это есть основания — в мире их осталось около ста. Их родственников, единорогов, люди уничтожили полностью. Под землёй живёт всего шесть кентавров, понимающих свой древний язык. Язык кентавров является, скорее всего, самой древней формой письменности. Более десяти тысяч лет назад, когда люди впервые начали охотиться на волшебных существ, кентаврийский алфавит уже существовал. Но до нашего времени из всех рукописей этого языка сохранились только «Скрижали Капаллы», в котором первый абзац гласил:
«Волшебные создания, прислушайтесь скорей,

На нас наступает эпоха людей.

Прячьтесь получше, чтоб не нашли,

Бегите в глубинные недра земли.»
Единственные представители расы в серии романов — это самый талантливый изобретатель и гениальный учёный подземного народа, Жеребкинс, и его подруга Кобаллина, которую он встретил в одном из клубов.

### Пикси
Маленькие, грациозные и злобные пикси занимаются в подземном мире производством различных товаров. К этому народу принадлежит богатое семейство Кобой, и одна из членов этой семьи — Опал, которая из-за желания стать королевой волшебных народов организовала восстание гоблинов. Пикси обожают две вещи — власть и шоколад. Среди других представителей этого народа — братья Криль (Мервал и Дискант), и Штука Фарт.

### Спрайты
Зеленокожие крылатые спрайты считают, что пара крыльев делает их круче всех и заставит любую девушку упасть им в объятья. Спрайты считаются самыми наглыми и самоуверенными представителями волшебного народца. Из-за крыльев их используют как разведчиков и лёгкую авиацию. Именно представительница этой расы передала Артемису Фаулу Книгу, волшебный артефакт, содержащий законы, ритуалы подземного мира и много информации о волшебных существах. К семейству спрайтов также относится Цып Треплоу — капрал, которого спасла Элфи Малой в самом начале восстания гоблинов. Рана в крыле может стать для них фатальной.

### Тролли
Тупые, но ужасно сильные тролли являются гигантскими обезьяноподобными хищниками. Тролли являются полуразумными животными волшебного мира, которые, прорываясь иногда на поверхность, разносят всё, что попадётся под лапу, подобно стихийному бедствию. Они ненавидят шум, свет и, соответственно, огонь. Но магические существа не будут убивать тролля, кроме как ради спасения жизни, своей или чужой, ведь они тоже являются представителями магического народа. Единственный, кто смог одолеть тролля один на один, даже без огнестрельного оружия, используя только средневековую булаву — это Батлер, телохранитель и слуга Артемиса Фаула.

### Демоны
Демоны делятся на две категории: бесенята (юные демоны, которые ещё не прошли трансформацию) и взрослые демоны. Среди демонов также встречаются очень могущественные колдуны, которые по своей силе превосходят любого эльфийского мага. В далеком прошлом именно группа демонов-колдунов перенесла целый остров, населенный демонами, за пределы пространства и времени.
Демоны — очень агрессивные существа, которые во всем слушаются своего предводителя и легко могут пойти против него, вызвав на дуэль.
Взрослые демоны достигают роста в пять футов (150 см), у них появляются большие рога, которые являются гордостью для каждого демона. Крепчайшая чешуя темно-красного цвета покрывает почти все их тело.
Много тысячелетий они прожили на своем острове, и о них уже почти все забыли. Но в книге «Затерянный Мир» благодаря стараниям Артемиса Фаула, его друзей и молодого колдуна «Номер Первый», демонов удалось спасти и вернуть на Землю, где они воссоединились с жителями Нижних Уровней.
Гремлины — малоизвестная раса волшебного народца появляются в рассказе лишь мимоходом на  20 странице первой части романа:
«Холм был битком набит волшебным народцем, который прибыл сюда на полнолуние, и задержка рейсов вызвала всеобщее негодование. Молодая девушка из спрайтов пряталась за билетной стойкой, осаждаемой толпой разгневанных гремлинов». Судя по словам майора Крута в обращении к медику — гремлину на странице 26 первой книги гремлины владеют магией
Типы метисов
Эльфогоблин — в первой части упоминается эльфогоблин Нимб (см. страница 20 книги «Артемис Фаул „Интеллект против волшебства“»).

## Персонажи

### «Вершки»
- Артемис Фаул II — главный герой. Юный гений.
- Домовой Дворецки — телохранитель, друг Артемиса Фаула.
- Джульетта Дворецки — сестра Дворецки и служанка в доме Фаулов.
- Ангелина Фаул — мать Артемиса Фаула, потерявшая разум после исчезновения мужа. Элфи вылечила её по просьбе Артемиса в обмен на половину золота.
- Артемис Фаул I — отец Артемиса Фаула-младшего, потерявший ногу во второй книге.
- Беккет и Майлс Фаул — младшие братья Артемиса, близнецы.
- Йон Спиро — Бизнесмен-глава компании «Майкрочипс». Скверный характер, силой забрал у Артемиса «Всевидящее Око» во время деловой встречи.
- Минерва Парадизо — девочка-гений из Франции, способная состязаться с самим Фаулом по силе интеллекта. Проводила исследования, связанные с демонами, но после вмешательства Артемиса работа была остановлена.

### Жители Нижних Уровней
- Элфи Малой — эльф-капитан ЛеППРКОНа. Первая женщина-офицер Легиона.
- Джулиус Крут — майор-эльф ЛеППРКОНа. Имеет очень крутой нрав. Много курит.
- Жеребкинс — кентавр, великий изобретатель. Друг капитана Элфи и Артемиса Фаула.
- Шипс Дубин — бывший майор ЛеППРКОНа, позже лейтенант, злейший враг майора Крута, помешавшего осуществиться его планам по обретению власти; впоследствии из мести организовал мятеж гоблинов, в ходе которого и погиб.
- Труба Келп — капитан, затем майор ЛеППРКОНа, друг Элфи. Получил своё прозвище «Труба» ещё в училище за свой характер.
- Опа́л Кобо́й — пикси-учёная, конкурент Жеребкинса, всё оружие и вся система безопасности сделана её фирмой. Пособница Шипса Дубина. Утратила магию, вживив себе гипофиз роста.
- Цып Треплоу — спрайт, капрал ЛеППРКОНа, однажды был спасён Элфи.
- Шкряб Келп — капрал ЛеППРКОН, постоянно грозится пожаловаться маме на брата — Трубу Келпа.
- Мульч Рытвинг — гном-клептоман, друг Артемиса, Элфи, Жеребкинса. Единственный, кто смог пробраться в особняк Фаулов, оставшись при этом незамеченным.
- Штука Фарт — пикси, прекрасный водитель любого транспорта и контрабандист, за помощь в операции по спасению был оправдан.
- Номер Первый — демон-колдун, помог перенести Гибрас и всех его жителей на землю (также знаком с неким «администратором»).
- Кван — демон-колдун, учитель Номера Первого.
- Финт Крут — старший брат Джулиуса Крута. Женат на человеке. Бывший капитан ЛеППРКОНа.
- Кремень Кобой — отец Опал Кобой. Предприниматель. Был разорен и отправлен в дом престарелых (психологическую лечебницу) собственной дочерью.
- Дискант и Мервал — пикси-близнецы, слуги-рабы Опал Кобой.

## Экранизация
- Артемис Фаул (фильм)

Планировалось создание фильма по мотивам первых двух книг. Обещали красочную картину с использованием большого количества компьютерной графики. К работе со сценарием и совмещением сюжета «Артемис Фаул» и «Миссия в Арктику» был привлечен лично Йон Колфер, о чём он говорил в своем видеообращении. По некоторым сведениям, сценарий был завершён. Фильм должен был выйти в прокат в 2011 году. Однако новой информации уже значительное время не поступало. Предполагается, что съемки сорвались.
В 2013 году появилась информация, что фильм о приключениях Артемиса Фаула снимет «Дисней». Экранизация будет основана на первых двух книгах («Артемис Фаул», 2001, и «Миссия в Арктику», 2002), сценарий напишет Майкл Голденберг, работавший над «Гарри Поттером и Орденом Феникса». Премьера состоялась на сервисе Disney+ 20 декабря 2020 года.

### Рецензии
- Рецензия на книгу «Артемис Фаул. Секретные материалы»
- Рецензия на книгу «Артемис Фаул. Ответный удар»
- О шестой книге на «мире лилипутов»